# Nahverkehr in Frankfurt am Main

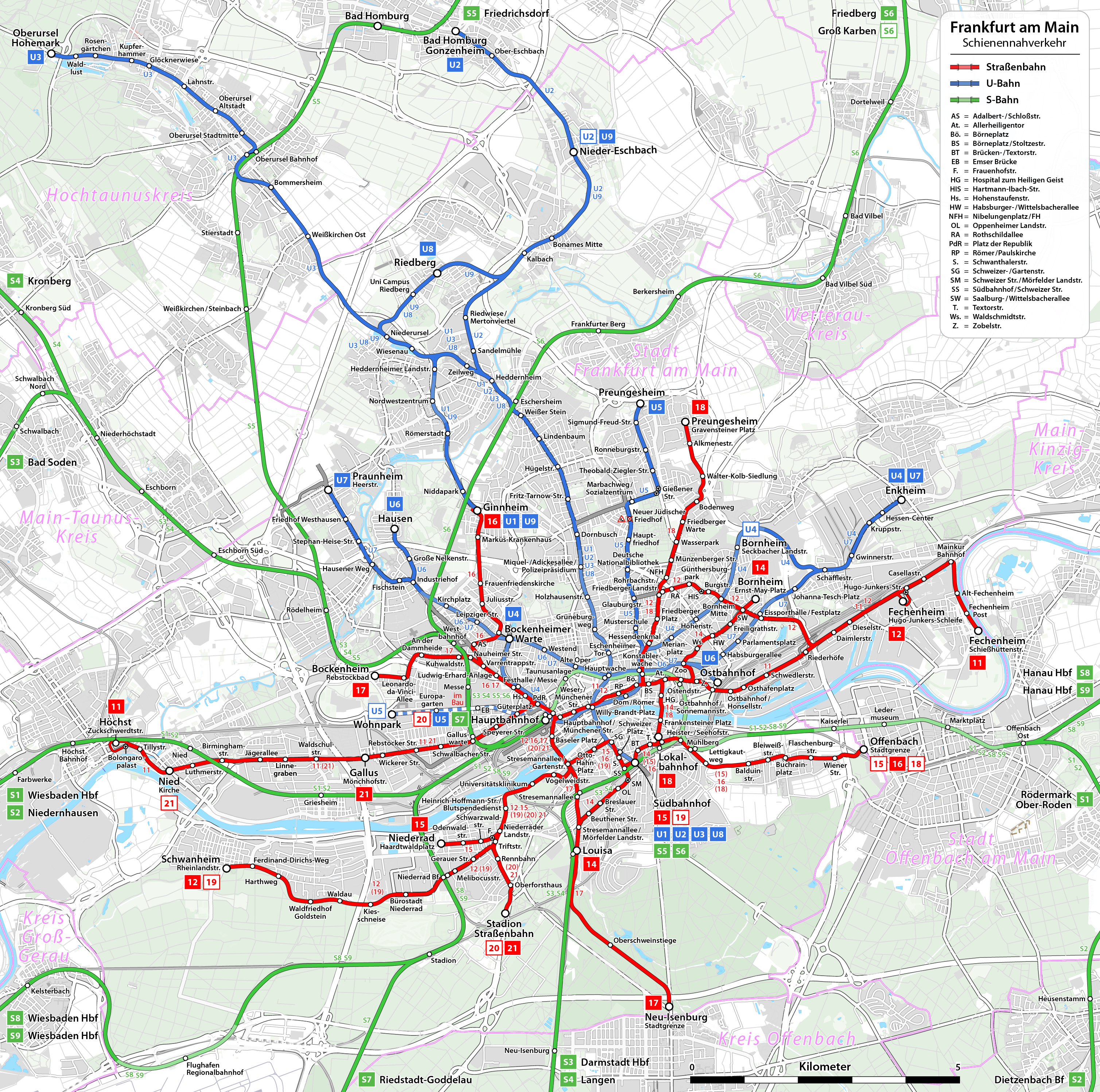
Topographische Darstellung des Schienengebundenen ÖPNV im Frankfurter Stadtgebiet. Nicht dargestellt ist die 2019 eröffnete Streckenführung über Gateway Gardens im Bereich des Flughafens.

Der Öffentliche Personennahverkehr in Frankfurt am Main besteht aus den innerstädtischen Strecken der S-Bahn Rhein-Main und den Netzen der U-Bahn Frankfurt, der Straßenbahn Frankfurt am Main, der Stadt- und Regionalbusse, ergänzt durch mehrere Regionalbahnen.
Aufgabenträger des Öffentlichen Personennahverkehrs (ÖPNV) ist die Lokale Nahverkehrsgesellschaft traffiQ, soweit es sich um reine innerstädtische Verkehre handelt oder besondere Vereinbarungen bestehen. Die Bestellung und Koordination der regionalen Verkehrsträger (also Regionalzüge und S-Bahnen) obliegt dem Rhein-Main-Verkehrsverbund (RMV). Die ÖPNV-Linien im Stadtgebiet bilden ein geschlossenes Tarifgebiet innerhalb des Verkehrsverbundes, wobei der Flughafen einen Sonderstatus hat.
Verkehrsunternehmen für den schienengebundenen ÖPNV in Frankfurt sind die Stadtwerke Verkehrsgesellschaft Frankfurt am Main (VGF), die DB Regio und die Hessische Landesbahn (HLB). Im Stadt- und Regionalbusverkehr sind die HLB, die Transdev Rhein-Main, die In-der-City-Bus, die Offenbacher Verkehrs-Betriebe (OVB) und die zur Netinera-Gruppe gehörende Autobus Sippel tätig.
Grundlage der Verkehrsplanung ist der 2005 von der Stadtverordnetenversammlung beschlossene städtische Gesamtverkehrsplan.

## S-Bahn

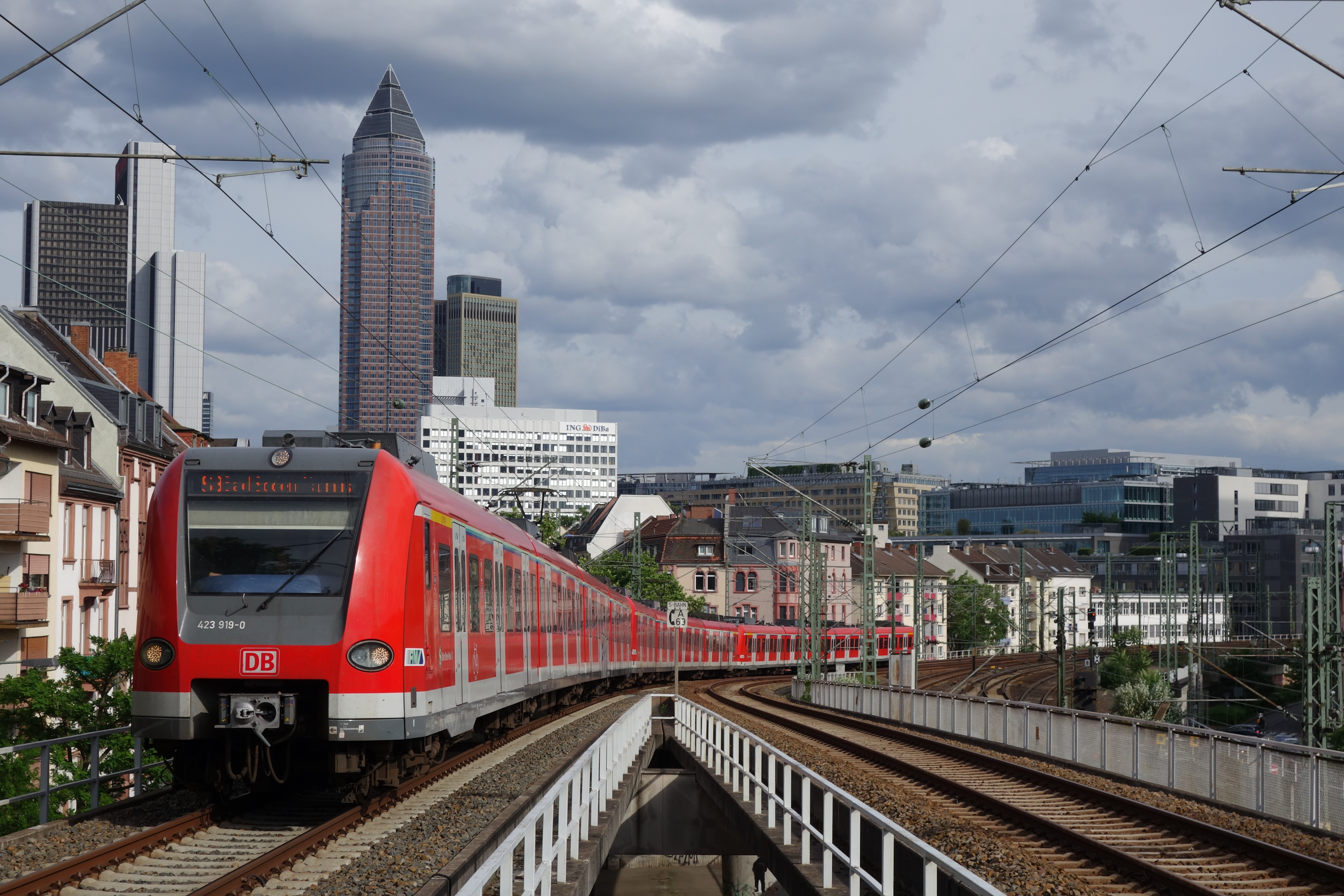
S-Bahn bei Einfahrt in den Frankfurter Westbahnhof

Die Frankfurter S-Bahn wurde 1978 eröffnet und befährt die meisten Vorortstrecken in der Umgebung Frankfurts, wobei sie sich in der Regel die Gleise mit dem Güter-, Regional- und Fernverkehr teilen muss. In der Innenstadt verkehrt die S-Bahn im Tunnel, der in mehreren Abschnitten von 1978 bis 1992 eröffnet wurde. An den Stationen Hauptbahnhof, Hauptwache und Konstablerwache ist die Stammstrecke mit der U-Bahn verknüpft. Dabei werden Städte wie Wiesbaden (von der S1, S8, S9 und von der S6 (der S-Bahn Rhein Neckar)), Hanau (von der S8 und S9), Darmstadt (von der S3 und Nachts von der S4), Bad Homburg (von der S5) und Offenbach (von den Linien S1, S2, S8 und S9) bedient. Die S-Bahn wird von der Deutschen Bahn AG Hessen betrieben.

## Vorortbahnen

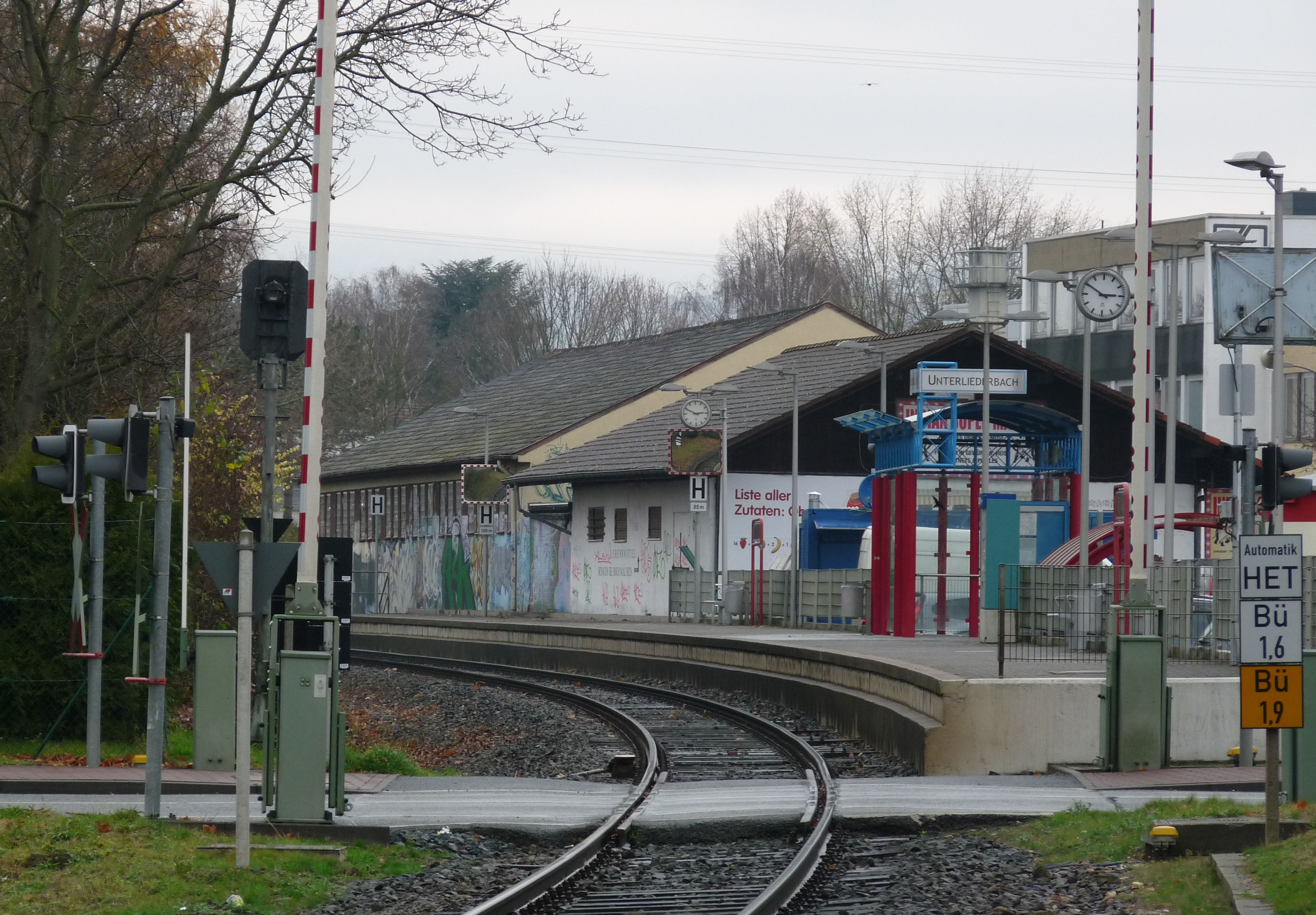
Haltepunkt Frankfurt-Unterliederbach an der Königsteiner Bahn

Die Hessische Landesbahn GmbH (HLB) betrieb jahrzehntelang im Westen der Stadt drei S-Bahn-ähnliche Vorortlinien:
- RMV-Linie 11, Sodener Bahn: Höchst–Sulzbach–Bad Soden
Auf der wahrscheinlich ältesten Nebenbahn Deutschlands verkehrte zur S-Bahn-Betriebsaufnahme 1978 die S 3 durchgehend von Frankfurt-Höchst über Bad Soden zur damaligen Endhaltestelle Frankfurt Hauptwache. Wegen zu geringer Auslastung und tariflichen Problemen (es handelte sich nicht um eine innerstädtische Fahrt) wurde die S-Bahn in den 1990er bis Bad Soden gekürzt und die Betriebsführung an die Frankfurt-Königsteiner Eisenbahn abgegeben, die sie zunächst verknüpft mit der Linie 12 betrieb.
- RMV-Linie 12, Königsteiner Bahn: Hauptbahnhof–Höchst–Liederbach–Kelkheim–Königstein
Diese Strecke bildet die Kernstrecke der Frankfurt-Königsteiner Eisenbahn und ging aus der Kleinbahn Höchst–Königstein hervor.
- RMV-Linie 15, Bahnstrecke Frankfurt–Friedrichsdorf, Bahnstrecke Friedrichsdorf–Albshausen: (Hauptbahnhof–)Bad Homburg–Friedrichsdorf–Usingen–Grävenwiesbach–Brandoberndorf

Betriebshof mit Hauptwerkstatt und Waschanlage für diese drei Linien war Königstein. Auf allen drei Linien kamen 20 Triebwagen des Typs VT 2E zum Einsatz, von denen acht seit 1987 im Besitz der FKE sind und zwölf weitere mit der Übernahme der Bahnstrecke Friedrichsdorf–Albshausen dazukamen. Ab 2006 befuhren auch zehn LINT-41-Triebwagen die Strecken.
Ab Dezember 2022 sollte der Betrieb von der Regionalverkehre Start Deutschland übernommen werden, allerdings kam es zu massiven Verzögerungen und Beeinträchtigungen, da die dafür vorgesehenen Wasserstoff-Triebwagen vom Typ iLint nicht rechtzeitig ausgeliefert worden waren. Dadurch bediente die HLB weiterhin die Königsteiner Bahn, während auf der Sodener Bahn ab September 2023 Züge der S-Bahn Rhein-Main eingesetzt wurden, nachdem dort immer wieder, teils tagelang, überhaupt keine Züge verkehrt waren.
Ab Ende März 2024 wurde der Betrieb auf der Sodener Bahn komplett eingestellt für die kommenden vier Jahre, wegen Bauarbeiten für die Regionaltangente West.

## Regionalverkehr

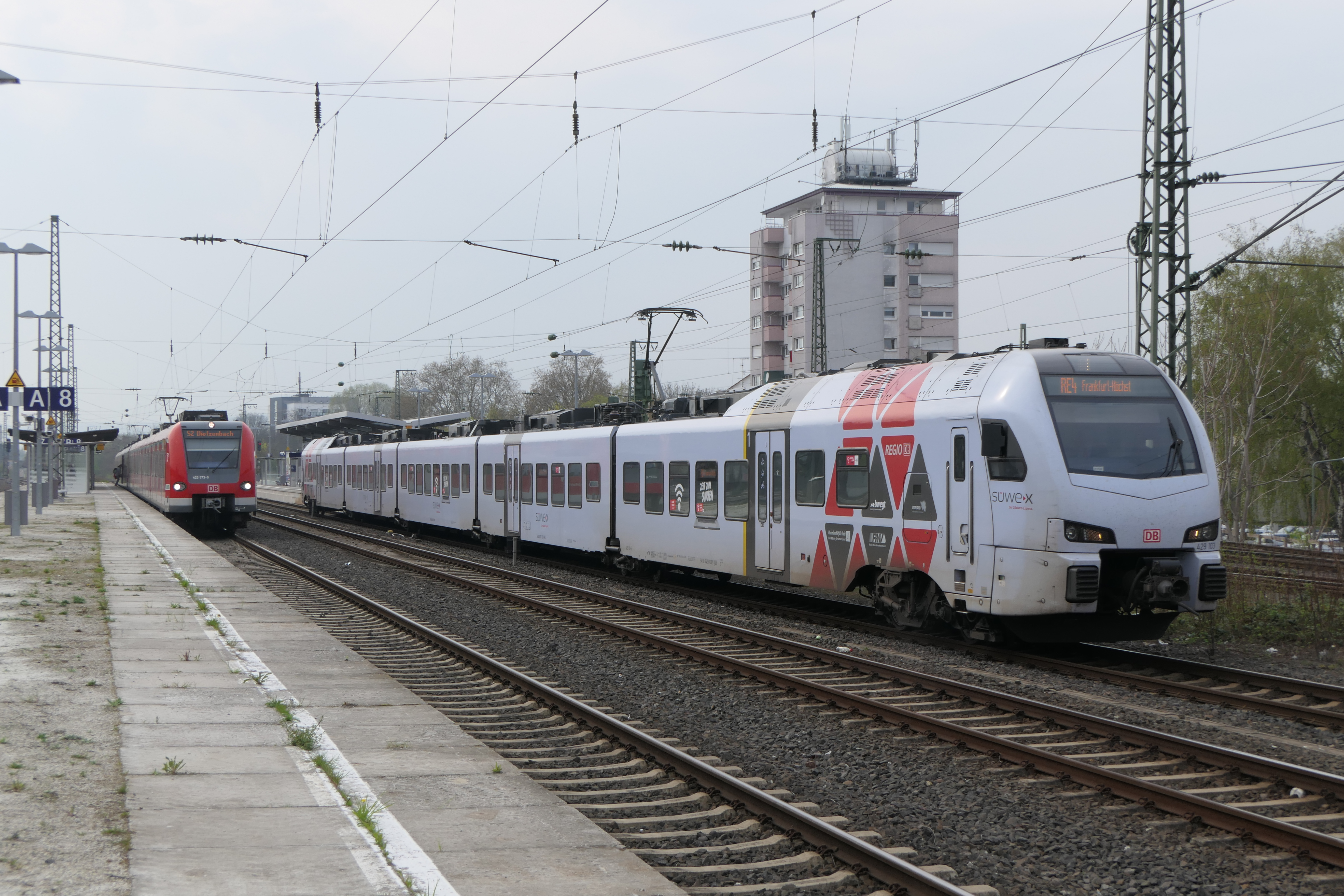
Ein Regional-Express (RE) im Bahnhof Frankfurt-Höchst (rechts)

Im Rhein-Main-Verkehrsverbund verkehren zahlreiche Regional-Express- und Regionalbahn-Linien, fast ausschließlich zwischen dem Hauptbahnhof und Zielen in den Außenbereichen der Region, oft auch über das Verbundgebiet hinaus.
Auch Regionalbuslinien verkehren in Frankfurt. Sie tragen im RMV-Gebiet eindeutige drei- oder vierstellige Liniennummern.

## Stadtbus

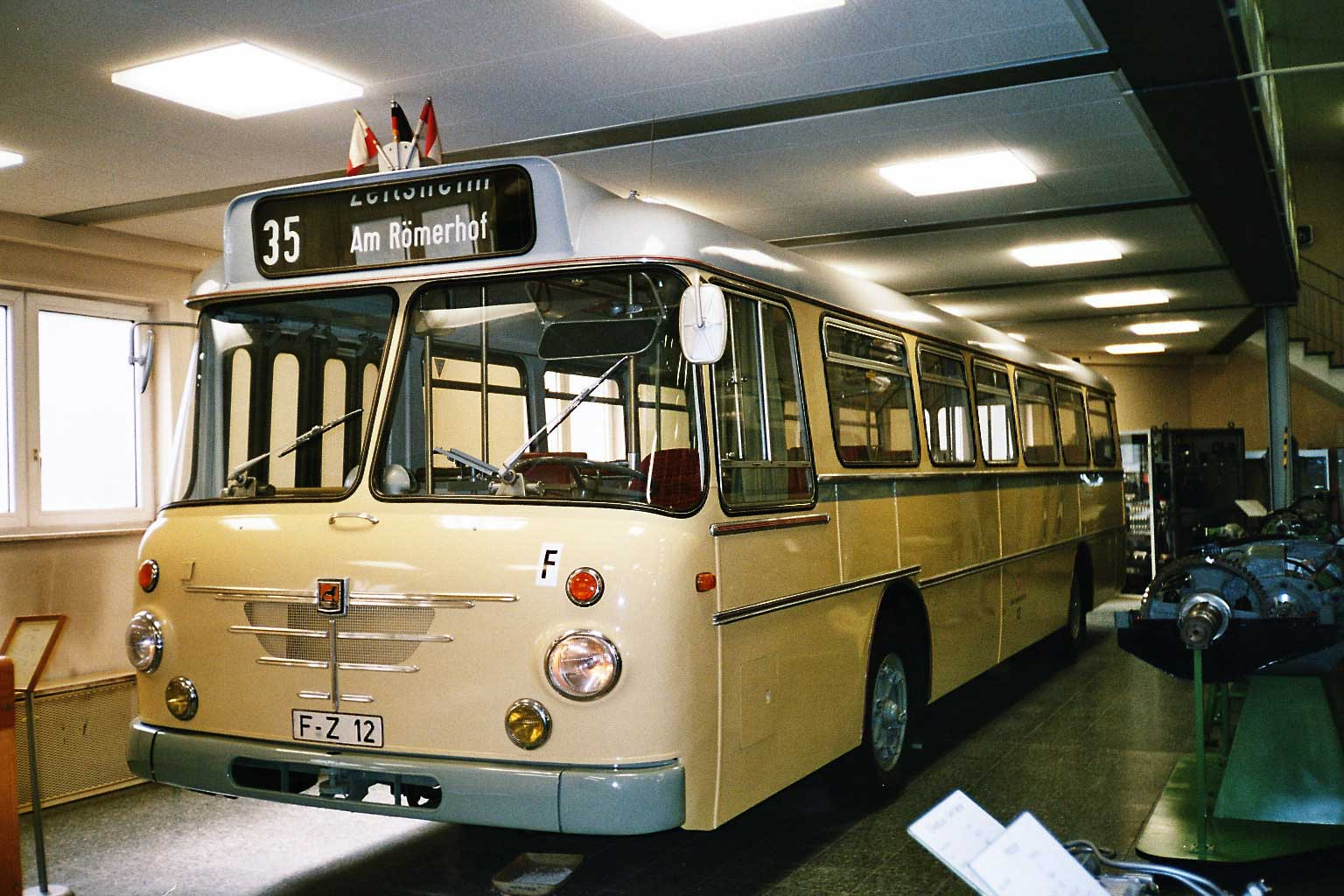
Ein Omnibus der Firma Büssing

Die ersten Pferdeomnibuslinien zwischen Bockenheim und dem Hanauer Bahnhof, dem Vorläufer des Ostbahnhofs an der Zobelstraße, über die Hauptwache sowie zwischen dem Westendplatz und dem Offenbacher Bahnhof (Lokalbahnhof) wurden 1863 eröffnet. Eine dritte Linie folgte später zwischen Hauptwache und Bornheim. Mit dem Bau der Pferde- bzw. Straßenbahnlinien zu Ende des 19. Jahrhunderts wurde der Omnibusverkehr allerdings wieder eingestellt.
Erst 1925 wurde in Frankfurt wieder ein Busverkehr mit acht Kraftomnibussen eingerichtet. Mit der Eingemeindung 1928 wurde der Busbetrieb der bis dahin selbständigen Stadt Höchst übernommen.
1951 gab es dann eine Neuentwicklung. Schnellbusse, die anfangs zum Beispiel als 61S oder 66 bezeichnet wurden, fuhren ab 1953 mit besonderen Liniennummern, die zudem noch als rote Liniennummern geschildert waren.

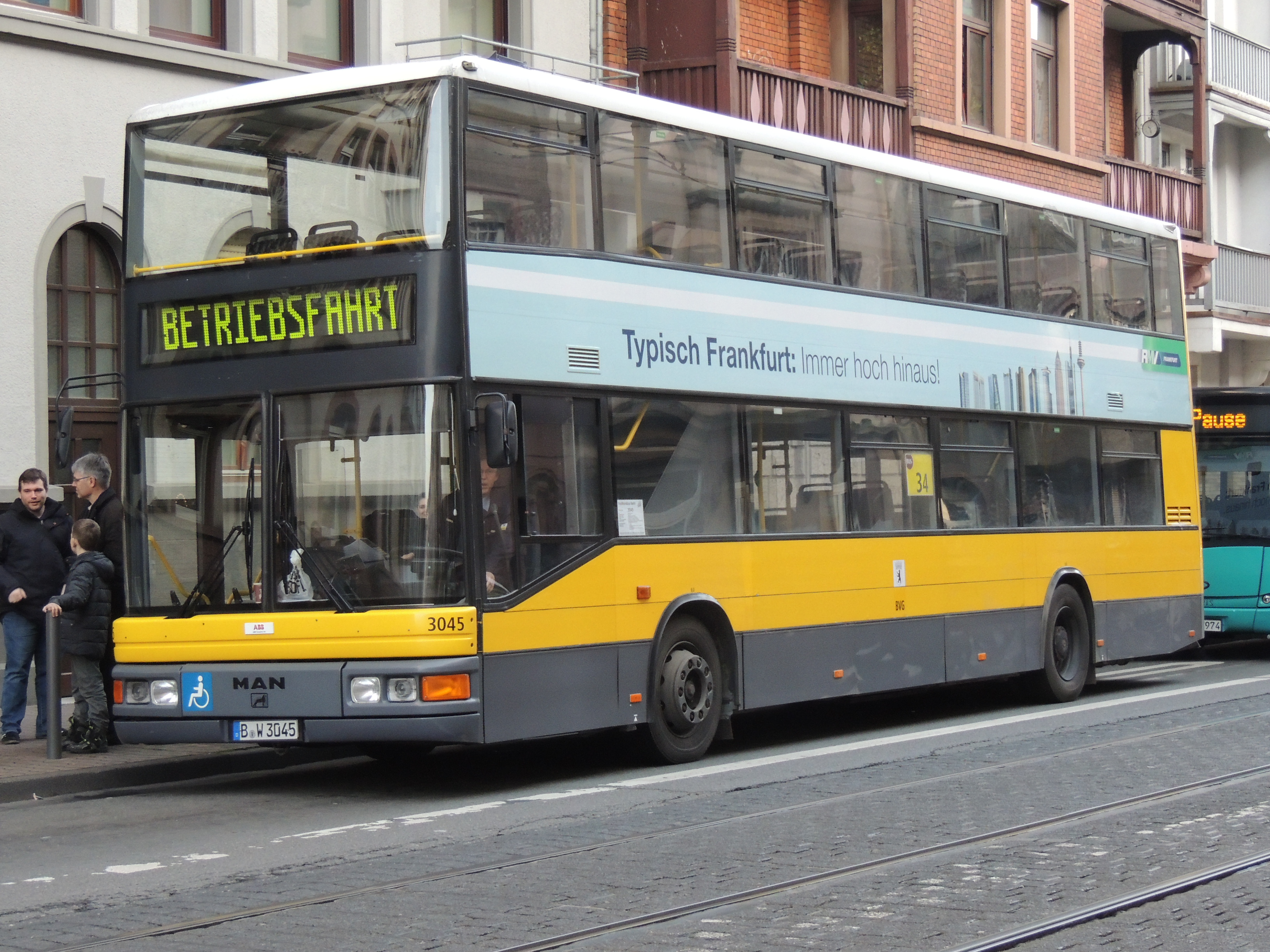
MAN ND 202 2015 im Testeinsatz in Frankfurt-Bornheim

Auf einigen Linien wurden mehrere Jahre von 1967 bis 1976 Doppeldeckerbusse der Firma Büssing vom Typ Präfekt 26 eingesetzt. 1993 erfolgte ein Test mit einem Neoplan N 4032/4 Megashuttle im Messe Parkplatz-Zubringerverkehr und auf der Linie 30 zwischen Hainer Weg und Bad Vilbel. Im Dezember 2015 erfolgte der testweise Einsatz eines museal erhaltenen Fahrzeuges des Typs MAN ND 202 durch die Nahverkehrsgesellschaft traffiQ in Frankfurt am Main zur Ermittlung der Akzeptanz bei den Fahrgästen.
In Frankfurt nahm im Dezember 2018 die erste E-Bus-Linie ihren Betrieb auf. Die Linie 75 verbindet die Uni-Standorte Bockenheim und Campus Westend. Für die fünf E-Busse vom polnischen Hersteller Solaris und die Ladestation im Betriebshof hat die Betreibergesellschaft 1,9 Millionen Euro investiert. 11 weitere Elektrobusse sollen Ende 2020 hinzukommen.
Bis Ende 2019 sollten 3 Brennstoffzellenbusse als Teil des Projekts H2Bus Rhein-Main vom Hersteller Autosan in Sanok (Polen) eingesetzt werden. Die Reichweite sollte 300 km mit einer 15-minütigen Füllung betragen. Für die nötige Infrastruktur war die bestehende Wasserstoff-Tankstelle im Industriepark Höchst vorgesehen. Ebenso sollten Wiesbaden und Mainz ab Mite 2019 je 4 Stück dieser Brennstoffzellenbusse im Zuge des auf 6 Jahre angelegten Projekts bekommen. Die Bestellung wurde im Januar 2020 annulliert, weil der Hersteller nicht liefern konnte. Die Stadt will nun 22 andere Wasserstoffbusse bestellen, die bis Ende 2021 zum Einsatz kommen sollen.

### Nachtbus
Neben den regulären Omnibuslinien verkehren in den Nächten auf Samstag, Sonntag oder vor Feiertagen zwischen 1:30 und 3:30 Uhr Nachtbuslinien. Insgesamt sind es 26 Linien. Die 26 Linien, davon bedienen 9 Linien nur das Frankfurter Stadtgebiet, fahren durch die Regionen des Rhein-Main-Gebietes. Zentraler Knotenpunkt ist die Konstablerwache, wo die meisten Linien starten und enden.
Seit dem 13. Dezember 2009 verkehren alle innerstädtischen Nachtbuslinien täglich, die Nachtbusse in die Region am Wochenende und vor Feiertagen. Im Rahmen dieses Fahrplanwechsels wurde auch das Nachtbusangebot erweitert; es werden jetzt auch u. a. Hofheim am Taunus und Eppstein angefahren.

### Metrobus
Seit dem Fahrplanwechsel im Dezember 2020 verkehren in Frankfurt Metrobusse, diese sind am Buchstaben M vor der Liniennummer erkennbar. Die Bezeichnung wurde aufgrund des dichten Taktes und weiter, umsteigefreier Linien gewählt. Die Busse verkehren unter der Bezeichnung Metrobus sowohl im Tag- als auch im Nachtverkehr.

### Schnellbuslinien
Der Rhein-Main-Verkehrsverbund hat seinen regionalen Busverbindungen im Linienverkehr eindeutige Nummern gegeben. Das Kürzel „X“ vorangestellt bedeutet, dass die Linie überregional verkehrt und nicht überall hält. Hierdurch sollen Querverbindungen zwischen Städten erweitert werden.

### Autonom fahrender Bus
Im östlichen Riederwald (zwischen Engelsplatz und Iselinstraße) fuhr 2023 als Test ein On-Demand-Bus. Dieser soll kostenlos sein und per Telefon oder per RMV-App bestellbar sein. Nach dem Test soll er auch in Darmstadt und im Kreis Offenbach verkehren.

## Oberleitungsbus
Die Geschichte des Oberleitungsbusbetriebes in Frankfurt dauerte nur 15 Jahre. Vom 6. Januar 1944 bis 8. Januar 1945 und vom 1. November 1948 bis 4. Oktober 1959 fuhren O-Busse auf der Linie 60 von Heddernheim zur Endhaltestelle der Straßenbahn in Praunheim Brücke. Die Gründe für die Elektrifizierung dieser für den Berufsverkehr wichtigen Linie waren der Treibstoffmangel während des Krieges und die Möglichkeit, an beiden Endstationen die Stromversorgung der Straßenbahn nutzen zu können.
In der Nachbarstadt Offenbach verkehrte von 1951 bis 1972 der Oberleitungsbus Offenbach am Main; dieser bestand aus drei Linien.

## Straßenbahn

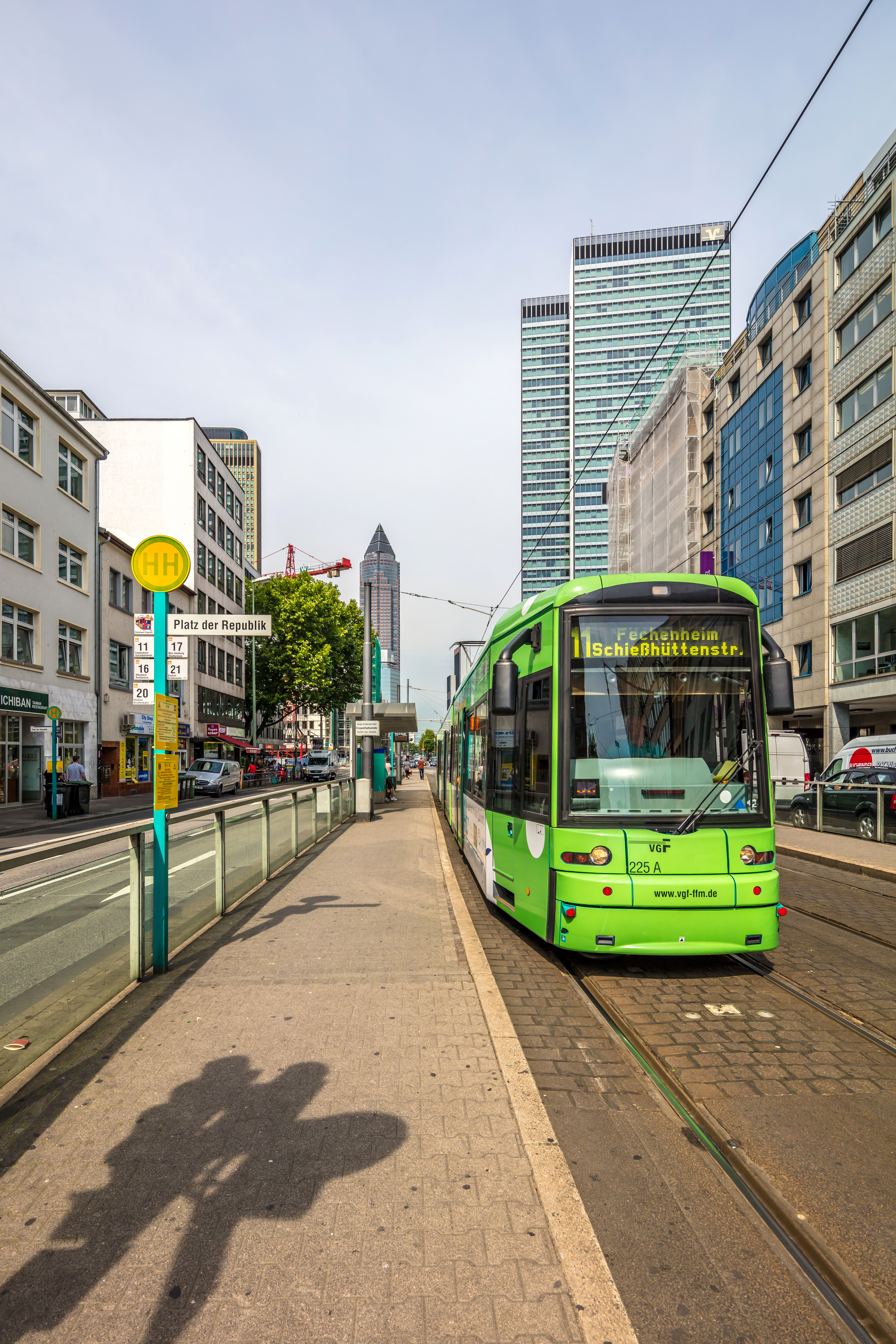
Öffentliche Straßenbahn der Linie 11 der VGF

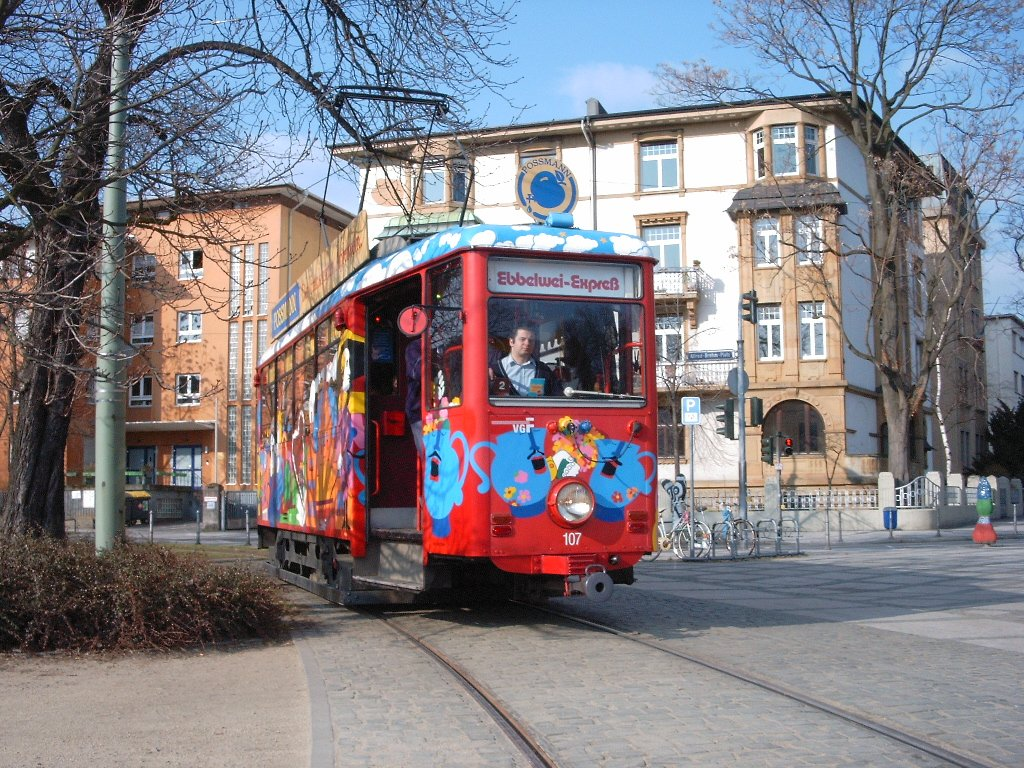
Touristische Stadtrundfahrtlinie Ebbelwei-Expreß

Frankfurt besitzt seit 1872 eine normalspurige Straßenbahn. Wie damals üblich, wurde diese zunächst als Pferdebahn betrieben. Ab 1884 verband eine der ersten elektrischen Straßenbahnen der Welt Sachsenhausen und Offenbach, 1888 kamen die Dampfstraßenbahnen der Frankfurter Waldbahn dazu.
Heute gibt es in Frankfurt zwölf Straßenbahnlinien, darunter acht Hauptlinien, zwei Verstärkungslinien und die Sonderlinien Ebbelwei-Expreß. Bis 2013 existierte auch die Sonderlinie „Lieschen“.

## U-Bahn

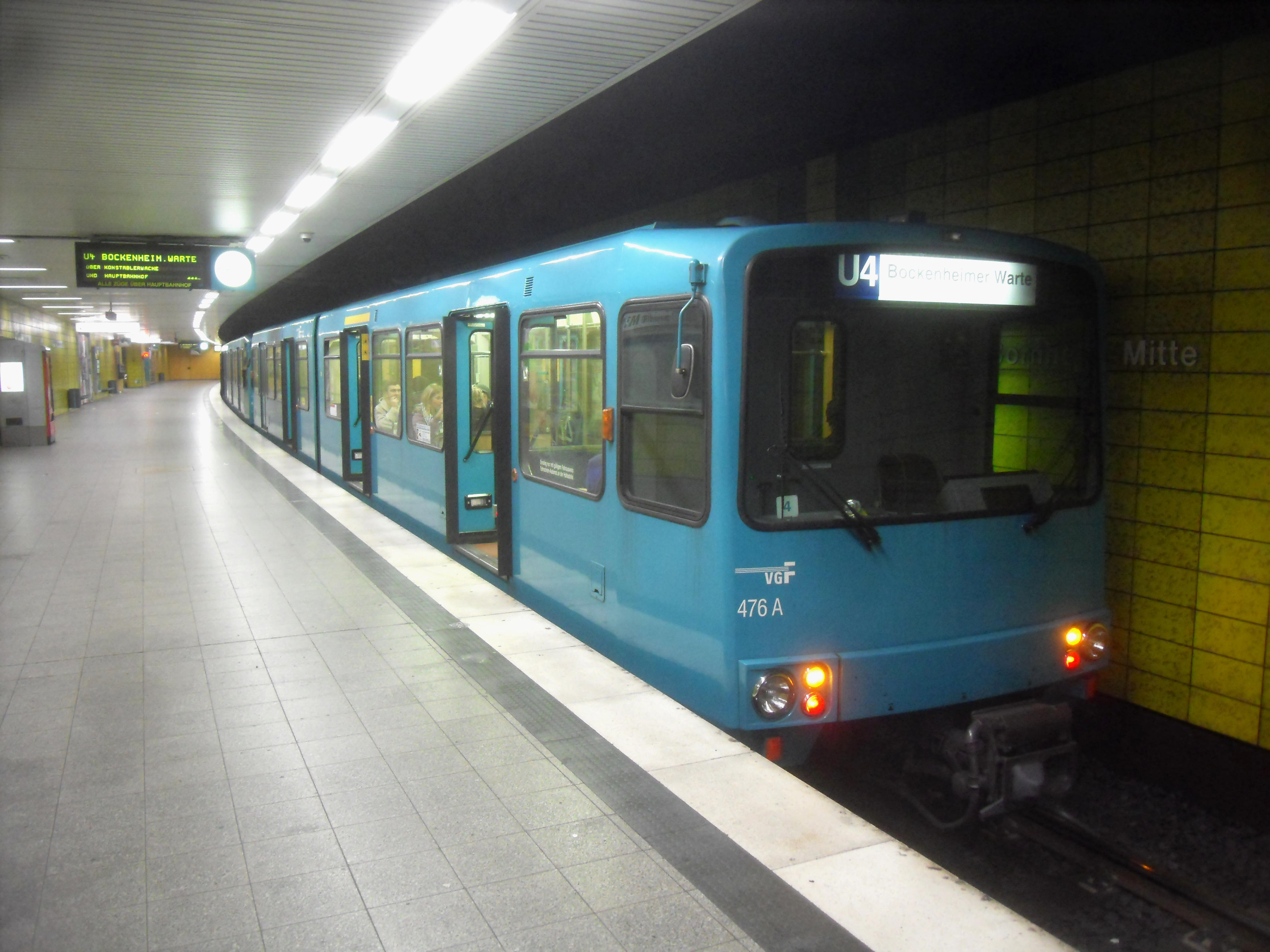
Zug der Stadtbahn Frankfurt im U-Bahnhof Bornheim Mitte

Die Verkehrsgesellschaft Frankfurt am Main mbH betreibt seit 1968 ein U-Bahn-Netz aus drei Strecken, die sich im Stadtzentrum kreuzen. In den Außenbezirken teilen sich die Strecken, so dass insgesamt neun Linien unterschieden werden. Zwei der drei Strecken verkehren in ihren oberirdischen Streckenabschnitten als Stadtbahn, eine Linie kann man als U-Straßenbahn bezeichnen.
Im Norden der Stadt nutzt die U-Bahn zwei ehemalige Kleinbahnstrecken, die bis in die Vorortgemeinden Bad Homburg und Oberursel reichen. Am U-Bahn-Netz sind damit drei Städte beteiligt.

## Fähre

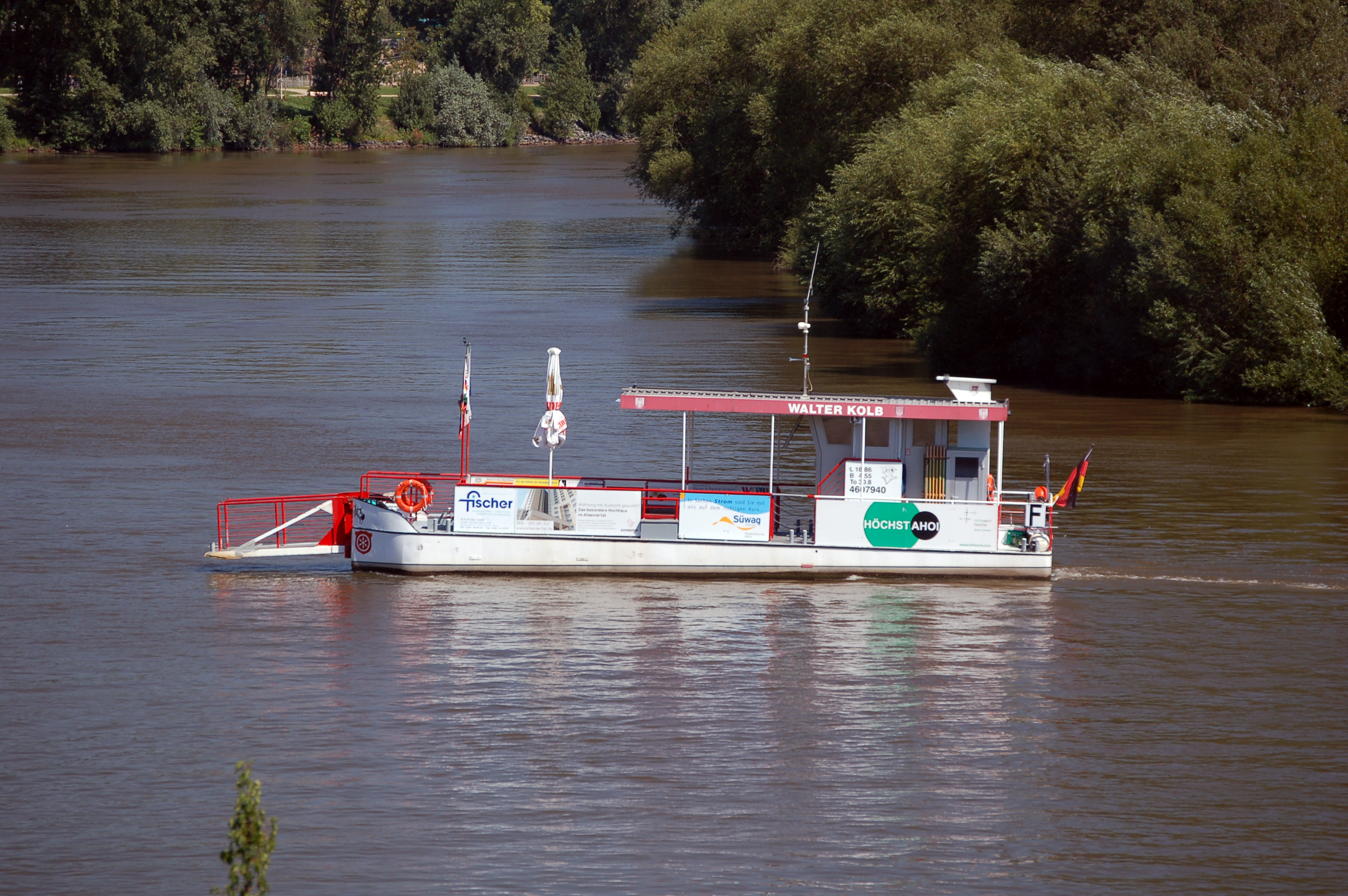
Die Mainfähre in Höchst

Die einzige Fährlinie in Frankfurt ist die Mainfähre Frankfurt-Höchst, welche zwischen den Anlegestellen Frankfurt-Höchst Batterie und Frankfurt-Schwanheim Höchster Weg pendelt, diese ist jedoch nicht in den Tarif des RMV integriert.

## Taxi
Ebenfalls zum öffentlichen Personennahverkehr in Frankfurt gehören 1712 konzessionierte Taxis. Insbesondere zu Messezeiten wird auf dieses Verkehrsmittel stark zurückgegriffen. Es gibt im Stadtgebiet über 100 Taxihalteplätze.

## SkyLine
Die SkyLine ist eine Hochbahn auf dem Flughafen Frankfurt Main, die die beiden großen Terminals miteinander verbindet. Die Skyline ist ein kostenloses Verkehrsmittel. Für die Fahrt mit den Bussen der VGF jedoch ist auch für Fahrten nur innerhalb des Flughafengeländes eine Fahrkarte notwendig.

## Planungen

### Regionaltangente West (RTW)
Mit der geplanten westlichen Regionaltangente sollen die nördlichen, westlichen und südlichen Vororte Frankfurts über Frankfurt-Höchst und den Flughafen verbunden werden. Dabei werden alle S-Bahn-Linien, die U-Bahn-Linie U1 und der Regionalbahnhof am Flughafen miteinander verknüpft. Von Bad Homburg vor der Höhe, Oberursel und vom Nordwestzentrum soll die neue Regionaltangente West (RTW) über Eschborn, Frankfurt-Höchst und den Frankfurter Flughafen ins Zentrum von Neu-Isenburg verkehren.
Die Regionaltangente West soll als Mischbetrieb mit Zweisystem-Stadtbahnwagen auf größtenteils vorhandenen Eisenbahn- und S-Bahn-Strecken und auf neu zu bauenden Ergänzungsstrecken verkehren. Dadurch wird ihre Realisierung – trotz der großen Streckengesamtlänge – recht preisgünstig. Ihre Aufgabe liegt primär darin, den Tangentialverkehr zu stärken und somit den Fahrgästen lästige und zeitaufwendige Umwege über die Frankfurter Innenstadt zu ersparen. Frühestmögliche Betriebsaufnahme ist 2023.

### Regionaltangente Ost
Langfristig soll der Regionaltangente West auch eine Regionaltangente Ost folgen. Diese soll Neu-Isenburg mit Bad Vilbel über Offenbach, Frankfurt-Fechenheim und Frankfurt-Bergen-Enkheim verbinden. Hierbei soll vor allem die Infrastruktur der Frankfurter Straßenbahn mitbenutzt werden. Eine andere, 2016 vorgestellte Variante sieht die Führung von Bad Vilbel über Niederdorfelden, Maintal, Offenbach am Main, Frankfurt Südbahnhof und Frankfurt Flughafen (Terminal 3) nach Mörfelden-Walldorf vor.

### Nordmainische Strecke nach Hanau

#### S-Bahn
Es ist geplant, zwischen Frankfurt und Hanau parallel zur nordmainischen Bahnstrecke Frankfurt Süd–Aschaffenburg eine neue Strecke für die S-Bahn zu bauen. Die S-Bahn soll auf dem Abschnitt den heutigen Regionalverkehr ersetzen. Dazu muss neuer Ast der bereits erstelle Stumpf des City-Tunnels mit den im Bereich des Frankfurter Ostbahnhofes bereits beim Bau der U-Bahn erstellten Vorleistungen baulich verbunden werden, zudem wird noch eine Tunnelrampe gebaut werden. Die Möglichkeit zur planfreien Ein- bzw. Ausfädelung hinter der Ostendstraße wurden bereits beim seinerzeitigen Streckenbau erstellt.
Seitens der Fahrgastverbände kamen starke Bedenken gegen die nordmainische S-Bahn-Linie auf, da sie in weitem Abstand an der Bebauung der Städte Maintal und Hanau vorbeifahre und damit die Verbindung nicht viel attraktiver sein würde, als der bisherige Regionalverkehr und das trotz ihrer hohen Kosten von fast 300 Millionen Euro.
Die Förderfähigkeit der nordmainischen S-Bahn konnte in einer Kosten-Nutzen-Analyse dennoch nachgewiesen werden. Derzeit (2008) laufen Finanzierungsverhandlungen, weiterhin bereiten die anliegenden Gemeinden Maßnahmen zur Bahnübergangsbeseitigung vor.

#### Zweisystembahn
Fahrgastverbände schlagen als Alternative zur nordmainischen S-Bahn eine Zweisystemstadtbahn nach Karlsruher Modell vor, die bestehende Straßenbahnstrecken in Frankfurt mitbenutzen und am Ostbahnhof auf die Regionalbahntrasse übergehen kann. Einerseits ließe sich so ein Schnellbahnverkehr über Hanau hinaus ins bayrische Aschaffenburg oder über Bruchköbel und Nidderau bis nach Friedberg kostengünstig realisieren, der auf den tatsächlichen Bedarf besser angepasst werden könne, andererseits sei auch eine innerstädtische Erschließung in Maintal und in Hanau möglich. Dieses RegioTram-Netz hätte nach Ansicht der Befürworter eine bedeutend größere Erschließung bei etwa gleichen Kosten wie die S-Bahn. Eine Kosten-Nutzen-Analyse einer andersartigen Variante der U6 kam jedoch zu einem anderen Ergebnis, so dass derzeit die Zweisystem-Lösung in den offiziellen Planungen nicht weiter verfolgt wird.
Von April bis Dezember 2005 gab es einen Testbetrieb eines Zweisystembahnmodells mit aus Karlsruhe geliehenen Stadtbahnwagen. Die Hanauer Straßenbahn GmbH (HSB) betrieb unter der Bezeichnung MainLinie einen Probebetrieb zwischen Hanau und Rüsselsheim am Main. Allerdings fand im regulären Betrieb kein Systemwechsel statt.

#### U-Bahn
Ein anderes Konzept sieht die Verlängerung der U6 von Fechenheim nach Hanau als Zweisystemstadtbahn nach Karlsruher Vorbild vor – dabei wäre ein jahrzehntelanger Streit über eine S-Bahn nach Hanau oder eine U-Bahn nach Fechenheim endlich gelöst, denn der Bund will nur eines von beiden Projekten finanzieren. Während sich das Umland eher für die S-Bahn interessierte, wollte Frankfurt zuerst die U-Bahn nach Fechenheim oder nach Hanau mit Erschließung der Hanauer Landstraße in Betrieb nehmen – die Konsequenz des Streites ist, dass bislang keines von beiden Projekten verwirklicht wurde.
Nachteil hierbei ist jedoch, dass die Erschließung von Hanau und Maintal nicht anders als bei der S-Bahn möglich ist, so dass hier die U-Bahn U6 nicht ihre stadtbahnmäßigen Vorteile ausspielen kann, da eine Integration von Hochbahnsteigen und durchgängig separaten Bahnkörper an den geringen Straßenquerschnitten in Hanau und Maintal scheitern würde. Des Weiteren wäre dafür aufgrund der entstehenden Fahrzeiten nur ein Liniensystem mit einem eigenen Streckenast zur Bedienung von Maintal sinnig, was jedoch lange Tunnelstrecken für eine gute Erschließung benötigen würde.

## Übergang zum Fernverkehr
- Anschlussmöglichkeiten an den Eisenbahnfernverkehr bestehen am Hauptbahnhof, dem Südbahnhof sowie dem Flughafen-Fernbahnhof.
- Am Fernbusbahnhof Frankfurt am Main besteht Umsteigemöglichkeit zum Fernbusverkehr.
- Der nächstgelegene internationale Verkehrsflughafen ist der Flughafen Frankfurt Main.

## Farbgebung

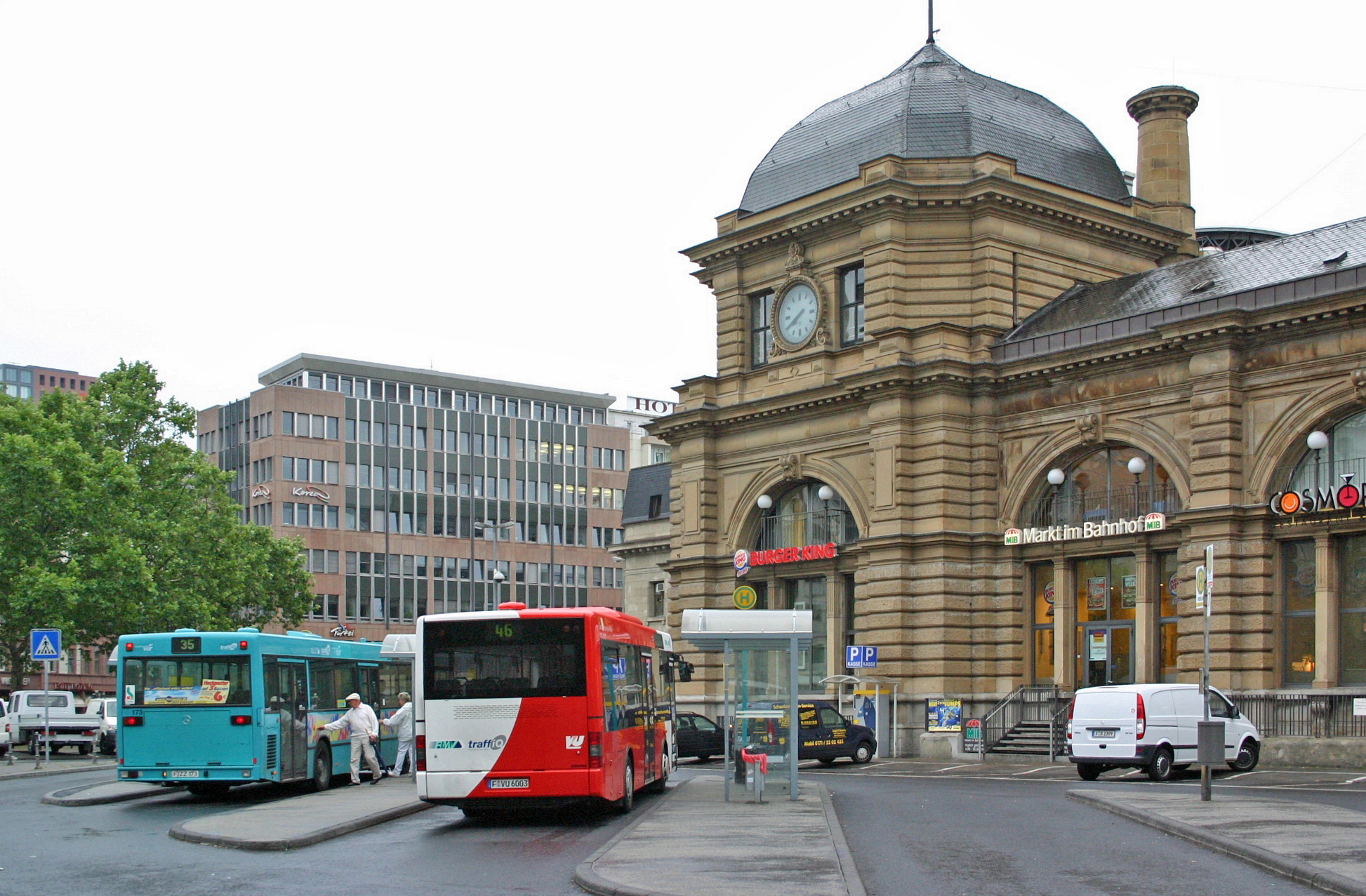
Busse zweier verschiedener Betreiber: traffiQ (links) in subaru-vista-blue und RKH (rechts) in rot/weiß

Bis 1972 waren die Busse und Straßenbahnen in Frankfurt in elfenbein (RAL 1014) lackiert. Lediglich die Stadtbahnwagen machten mit ihrer roten Farbgebung mit weißer Bauchbinde eine Ausnahme. Mit Lieferung neuer Straßenbahnwagen und Busse im Jahr 1972 wurde das Farbschema reinorange (RAL 2004)/hellelfenbein (RAL 1015)/beigegrau (RAL 7006) eingeführt. Als 1990 die erste Serie Niederflurbusse an die damaligen Stadtwerke Frankfurt ausgeliefert wurde, wählte man für deren türkisblaue Farbgebung die Farbe Subaru-vista-blue (kein RAL-Farbton) aus. Diese Farbe sollte zunächst neuen Fahrzeugen vorbehalten bleiben. Später übernahm die aus den Stadtwerken ausgegliederte Verkehrsgesellschaft Frankfurt am Main mbH die Farbe als Hausfarbe und ließ auch ältere Fahrzeuge umlackieren. Im Frankfurter Nahverkehr tätige Privatunternehmen benutzten vorerst weiter ihre Hausfarben. Die Lokale Nahverkehrsgesellschaft traffiQ entwickelte eine Designvorgabe in Weiß-Rot. Begründet wurde diese Entscheidung mit der Auffälligkeit der Farben und dem Bezug zu den Stadtfarben der Stadt Frankfurt. Diese wurde durch den Beschluss der Stadtverordnetenversammlung § 7594 vom 15. Juli 2004, wonach eine einheitliche Farbgebung für den Frankfurter Nahverkehr in Subaru-vista-blue festgelegt wurde, obsolet.

## Tarife
Die Stadt Frankfurt liegt im Verbundgebiet des Rhein-Main-Verkehrsverbund (RMV) (Tarifzone 5000), für den Flughafen existiert eine eigene Tarifzone (Zone 5090). Gemeinsam bilden diese Zonen die übergeordnete Tarifzone 50.
Das HessenTicket, ein gemeinsames Angebot des RMV sowie des Nordhessischen Verkehrsverbundes (NVV) ist in allen Nahverkehrsmitteln gültig, das Quer-durchs-Land-Ticket im Eisenbahnnahverkehr (S-Bahn, Regionalbahn (RB) und Regional-Express (RE)).